# Fetu Afahye
El Fetu Afahye es un festival celebrado por los jefes y pueblos de Cape Coast en la región central de Ghana. La fiesta se celebra el primer sábado del mes de septiembre de cada año.  El Fetu Afahye se celebra cada año por el pueblo Oguaa de Cape Coast en conmemoración de un brote de enfermedad que, en el pasado, cobró muchas vidas. Para superar esta tragedia, la comunidad pidió ayuda a los dioses, y desde entonces el festival se realiza con el propósito de mantener la ciudad limpia y prevenir futuros brotes epidémicos.

## Historia
El Fetu Afahye es un festival anual celebrado por el pueblo y los jefes del Área Tradicional de Cape Coast, en la Región Central de Ghana. Según cuenta la historia, en una ocasión hubo una plaga en Cape Coast que fue devastadora, lo que obligó a sus habitantes a pedir la intervención de sus dioses. Sin embargo, se cree que los habitantes de Cape Coast y sus alrededores lograron eliminar esta plaga con la ayuda de sus dioses, de ahí el nombre "Fetu", que originalmente proviene de "Efin Tu" (que significa "deshacerse de la suciedad"). El festival también se celebra para conmemorar una abundante cosecha del mar y realizar rituales de agradecimiento a los 77 dioses del Área Tradicional de Oguaa.
El Fetu Afahye fue prohibido en su momento por la administración colonial del país, y en particular de Cape Coast, siendo denominado "Navidad Negra" para presentarlo como un fenómeno tradicional negativo. El Omanhen (jefe supremo) de ese entonces, conocido como Osabarimba Kodwo Mbra V, Okyeame Ekow Atta, desmintió esta concepción calificándola de engañosa. Entre 1948 y 1996, el festival finalmente se reanudó, tras una lucha religiosa impulsada por varias personalidades importantes del Área Tradicional de Oguaa. Hoy en día, el festival se utiliza como un calendario para las temporadas de cultivo en el Área Tradicional de Oguaa, y este fenómeno en particular también se refiere como "Afehyia", que significa "un ciclo de estaciones".

## Celebrando el Fetu Afahye
La preparación para el festival comienza en la última semana de agosto. Durante este periodo, el Área Tradicional de Oguaa recibe a numerosos visitantes de todos los ámbitos, así como a personas de diferentes partes del país o del extranjero que son originarias del estado de Oguaa. La celebración propiamente dicha tiene lugar el primer sábado de septiembre.
Antes de la celebración del festival, el Omanhen es confinado durante una semana. Durante este periodo, medita y pide sabiduría al creador (Aboadze) y a los antepasados. Además, recibe atención médica, si es necesario, de su médico, para asegurarse de estar en óptimas condiciones físicas y mentales para las actividades que se aproximan y poder cumplir con sus responsabilidades para asegurar el éxito del festival. Al finalizar su confinamiento, el Omanhen hace una aparición pública con gran pompa y dignidad, y se dirige a la casa del trono para derramar libaciones, buscando la bendición de los 77 dioses del estado de Oguaa, en quienes la gente confía para guiar los asuntos del área tradicional de Oguaa.
También se destaca que, antes del festival, se prohíben todas las festividades y sonidos de tambores, como lo exige la tradición. Además, se restringe la pesca en la Laguna Fosu, que se extiende desde el Hospital Central del Gobierno hasta un lugar llamado Aquarium, con el fin de garantizar un ambiente tranquilo y pacífico. Se cree que estas medidas permiten a los espíritus del estado de Oguaa tomar el control y guiar a los organizadores del festival. Estas restricciones suelen aplicarse antes del 1 de septiembre.
Los guardianes de la Laguna Fosu (Amissafo) del Área Tradicional de Oguaa también vierten libaciones en la desembocadura de la laguna, invocando los espíritus de sus antepasados para eliminar cualquier mal presagio que pudiera afectar a los visitantes que participan en el festival. Además, el acto de verter libaciones busca asegurar una cosecha más abundante de peces y cultivos. En definitiva, invocan prosperidad para toda la comunidad.
Otro evento importante que se celebra es el "Amuntumadeze" – que significa literalmente "día de la salud" – un día en el que tanto jóvenes como mayores se esfuerzan por limpiar el entorno, incluyendo la eliminación de desechos de los desagües obstruidos y pintando todos los edificios de la zona, con el objetivo de embellecer el área antes del gran durbar de "Bakatue".
Cada último lunes de agosto se celebra una vigilia en la Laguna Fosu, cerca de su santuario. Un gran número de personas se reúne en el santuario para presenciar la exhibición de los sacerdotes y sacerdotisas del área tradicional. Esta demostración suele realizarse durante la noche y se extiende hasta la mañana siguiente. Durante la noche, se observa el toque de tambores y danzas tanto por los sacerdotes como por las sacerdotisas, mientras invocan a los espíritus de sus antepasados para predecir lo que sucederá en el próximo año. El martes siguiente, se llevan a cabo varias actividades, como rituales en el santuario de Fosu. Finalmente, se celebra una regata diurna y paseos en canoa por la Laguna Fosu, tras la libación del Omanhen en la desembocadura.
Debido a la prohibición previa de pescar en la Laguna Fosu, el Omanhen es la primera persona en lanzar su red tres veces consecutivas para abrir oficialmente la laguna al público en general. Si el Omanhen logra capturar una gran cantidad de peces, se interpreta como un augurio de una temporada de pesca próspera. Este evento está marcado por una multitud especial y el disparo de mosquetes. Esta ceremonia se conoce como "Bakatue".
Para brindar una cálida bienvenida a los nativos que han viajado, los jefes del Área Tradicional de Oguaa dedican el miércoles a recibir y dar la bienvenida a los ciudadanos de Cape Coast. Este día se caracteriza por los tambores y danzas de las compañías Asafo, los siete grupos de milicia tradicional. También se destaca como un día de socialización y resolución de problemas.
La noche del jueves se lleva a cabo una ceremonia religiosa frente al santuario de Nana Paprata, acompañada de rituales y danzas ("Adammba") para invocar a los espíritus de los antepasados, permitiendo a los sacerdotes y sacerdotisas realizar predicciones. Esta ceremonia normalmente dura hasta la mañana siguiente, y su principal objetivo es limpiar el Área Tradicional de Oguaa de cualquier mal espíritu. Durante este mismo período, siempre se necesita un toro para purificar el área. Antes de esta purificación, el toro es llevado al santuario de Nana Tabir para ser limpiado y preparado para el sacrificio que se realizará en el día culminante.
El toro es posteriormente sacrificado en Papratam (el lugar de reunión ceremonial del Área Tradicional de Oguaa), identificado comúnmente como el árbol de algodón de seda, donde el Omanhen se sienta en estado ceremonial junto con sus jefes divisionales y subjefes, flanqueado por el consejo de ancianos. En esta reunión, el Omanhen se dirige al pueblo y a los visitantes del Área Tradicional de Oguaa, recordando los acontecimientos del pasado. Después del discurso oficial, el Omanhen, acompañado por sus subjefes y jefes divisionales, camina hacia el santuario de Tabir, donde el toro está atado por sus extremidades. El Omanhen derrama libaciones y realiza varios rituales, invocando la intervención de los antepasados en el estado de Oguaa. En este momento, toma un puñal para sacrificar al toro en honor a los dioses.
Tras el sacrificio del Omanhen, el festival Fetu alcanza su punto culminante el primer sábado de septiembre. Este día en particular atrae a una multitud especial y atenta para la procesión de las Compañías Asafo, que suelen desfilar por las calles de Cape Coast, desde Kotokuraba hasta Chapel Square y el palacio del jefe. Personas de todo el país visitan Cape Coast para presenciar este festival. Se celebra un durbar de jefes, donde se discuten temas que afectan al Área Tradicional de Oguaa, y las siete compañías Asafo contribuyen a la seguridad de la región. Este día se caracteriza por tambores, danzas y libaciones para dar la bienvenida a un nuevo año pacífico y próspero para el estado de Oguaa.
Aspectos contemporáneos, como el baile estatal de Afahye, la gastronomía local, los partidos de fútbol, la vestimenta y los atuendos tradicionales, entre muchas otras expresiones culturales, enriquecen aún más el atractivo del festival. En particular, destaca el elegante y llamativo baile de la Señorita Afahye, que añade un toque especial al evento.
Después de los días festivos, la ceremonia principal se celebra el domingo, cuando se realiza un servicio conjunto de todas las denominaciones cristianas en Victoria Park para agradecer a Dios por haber permitido un festival pacífico en el Área Tradicional de Oguaa. Además, este día se aprovecha para recaudar fondos para la comunidad. El Omanhen, junto con sus jefes divisionales y ancianos, asisten a la ceremonia religiosa y aprovechan la ocasión para anunciar la fecha de la celebración del año siguiente.

## Lo más destacado de Fetu Afahye
- El Omanhen está confinado durante una semana antes de la celebración real.
- Derrame de libaciones a los 77 dioses [3]
- Se prohíben todas las festividades con tambores y los sonidos de tambores.
- Prohibición de pesca en la laguna de Fosu [4]
- Observación de “Amuntumadeze”, jornada dedicada a la limpieza general de los pueblos.
- El momento culminante del evento se celebra el primer sábado de septiembre.
- El domingo se celebra una gran ceremonia en la que se celebra un servicio conjunto de todas las denominaciones cristianas en el Parque Victoria.